# Alain-René Lesage
Alain-René Lesage (scris și Le Sage) (n. 6 mai 1668 - d. 17 noiembrie 1747) a fost prozator și dramaturg francez, unul din precursorii romanului realist din această țară.
A scris o proză picarescă pe teme din literatura spaniolă (din care a efectuat și traduceri), manifestând o bogată imaginație, ingeniozitate în utilizarea resurselor narative, un ascuțit simț al observației realiste, vizibil mai ales în portretizările sale.
În afară de romane, a scris și comedii satirice, în tradiția lui Molière, caracterizate prin verva dialogurilor.

## Opera
- 1707: Diavolul șchiop ("Le Diable boiteaux");
- 1732: Don Guzman d'Alfarache;
- 1736: Absolventul din Salamanca ("Le Bachelier de Salamanque");
- 1715 - 1735: Istoria lui Gil Blas de Santillane ("Histoire de Gil Blas de Santillane"), capodopera sa;
- 1709: Crispin, rival al stăpânului său ("Crispin, rival de son maître");
- 1709: Turcaret;
- 1715 - 1735: Teatru de bâlci ("Théâtre de la foire").